# Tony Manning
Tony Manning (eigentlich Anthony Manning; * 9. Januar 1943) ist ein ehemaliger australischer Hindernisläufer.
Manning gewann 1969 bei den Pacific Conference Games Silber über 3000 m Hindernis. Im Jahr darauf siegte er bei den British Commonwealth Games in Edinburgh mit seiner persönlichen Bestzeit von 8:26,2 min.
1970 wurde Manning Australischer Meister über 5000 m.